# Château de Mauvinet
Le Château de Mauvinet est un château français situé à Ruillé-Froidfont, dans le département de la Mayenne et la région des Pays de la Loire. Il est situé pprès du bourg, à l'Ouest.

## Désignation
- Château, étang, chapelle de Saint-Gorgon (Hubert Jaillot).

## Histoire
Le château, habité au moins depuis 1630, reconstruit en 1740 par Le Gué de la Rivière, architecte à Château-Gontier, a été remplacé par un château sdu XIXe siècle. Le fief de Mauvinet en Saint-Michel-de-Feins, d'après M. l'abbé Foucher, aurait été distrait de la seigneurie du même nom, en Ruillé-Froidfont. 

## Sources et bibliographie
- « Château de Mauvinet », dans Alphonse-Victor Angot et Ferdinand Gaugain, Dictionnaire historique, topographique et biographique de la Mayenne, Laval, A. Goupil, 1900-1910 [détail des éditions] (BNF 34106789, présentation en ligne)